# Erina Yashima
Erina Yashima é uma artista alemã. Actualmente é Maestro Assistente da Orquestra da Filadélfia.
Yashima nasceu em Heilbronn, Alemanha, filha de imigrantes japoneses. Ela recebeu a sua primeira aula de regência aos 14 anos, enquanto estudava com Bernd Goetzke no Instituto para o Avanço Inicial dos Altamente Superdotados Musicalmente, um programa da Universidade de Música, Drama e Mídia de Hanover. Em seguida, estudou na Hochschule für Musik "Hanns Eisler" em Berlim.
Em fevereiro de 2016, ela tornou-se na Aprendiz de Condução Sir George Solti na Orquestra Sinfónica de Chicago, trabalhando com o director musical Riccardo Muti por três temporadas antes de ingressar na Orquestra da Filadélfia em abril de 2019.